# Renovating Diverse City
Renovating Diverse City är en musikalbum av Tobymac från 2005.

## Låtlista
1. Getaway Car
2. The Slam
3. Diverse City
4. Burn For You (Chris Stevens)
5. Hey Now
6. Phenomenon
7. Gone
8. InTRUding Again
9. Catchafire (Whoopsi-Daisy)
10. Ill-M-I
11. Atmosphere
12. West Coast Kid
13. Burn For You (Mute Math)